# Rua 31 de Janeiro (Funchal)
A Rua 31 de Janeiro é um dos principais e mais extensos arruamentos do Funchal, na Madeira, com um total de 1972 metros de comprimento. A rua segue a margem esquerda da Ribeira de Santa Luzia e tem duas vias com sentido ascendente, enquanto que, paralela à Rua 31 de Janeiro e seguindo a margem direita da Ribeira, é a Rua 5 de Outubro com duas vias com sentido descendente.

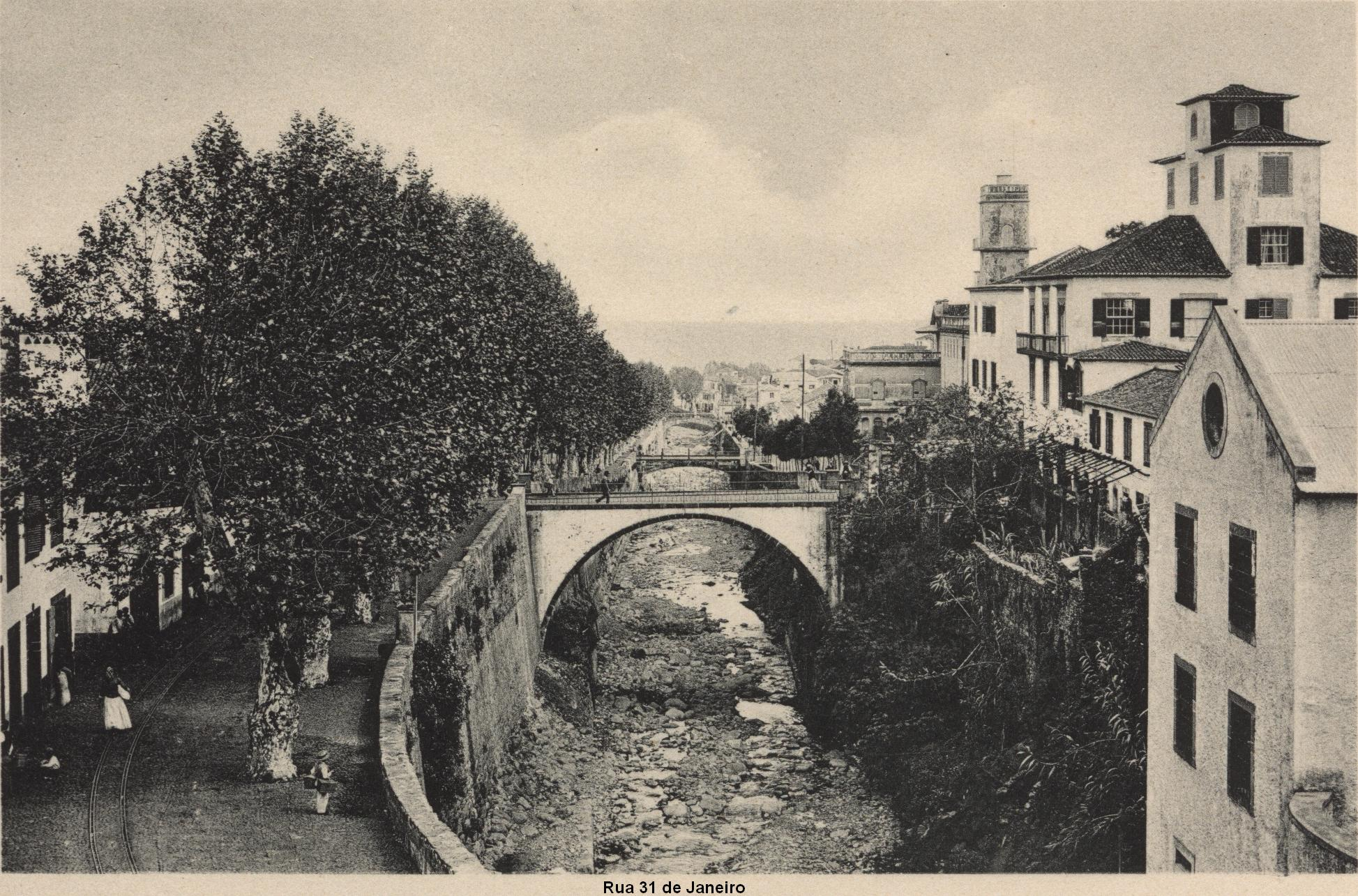
Rua 31 de Janeiro (esquerda), c. 1900

No tempo da monarquia, a rua chamava-se Rua da Princesa e vulgarmente Rua das Árvores. Deve o seu nome atual à data da primeira revolta republicana e tentativa de implantação da República em Portugal, no Porto, em 31 de janeiro de 1891.
Aquando do incêndio da Fábrica de São Filipe, a 22 de outubro de 1974, a rua ainda não comunicava com a Avenida do Mar, o que viria a acontecer após a demolição das ruínas daquele imóvel, sendo ligada também a Rua do Anadia, do lado oriental do quarteirão, na margem da Ribeira de João Gomes.